# Río Chirripó Pacífico

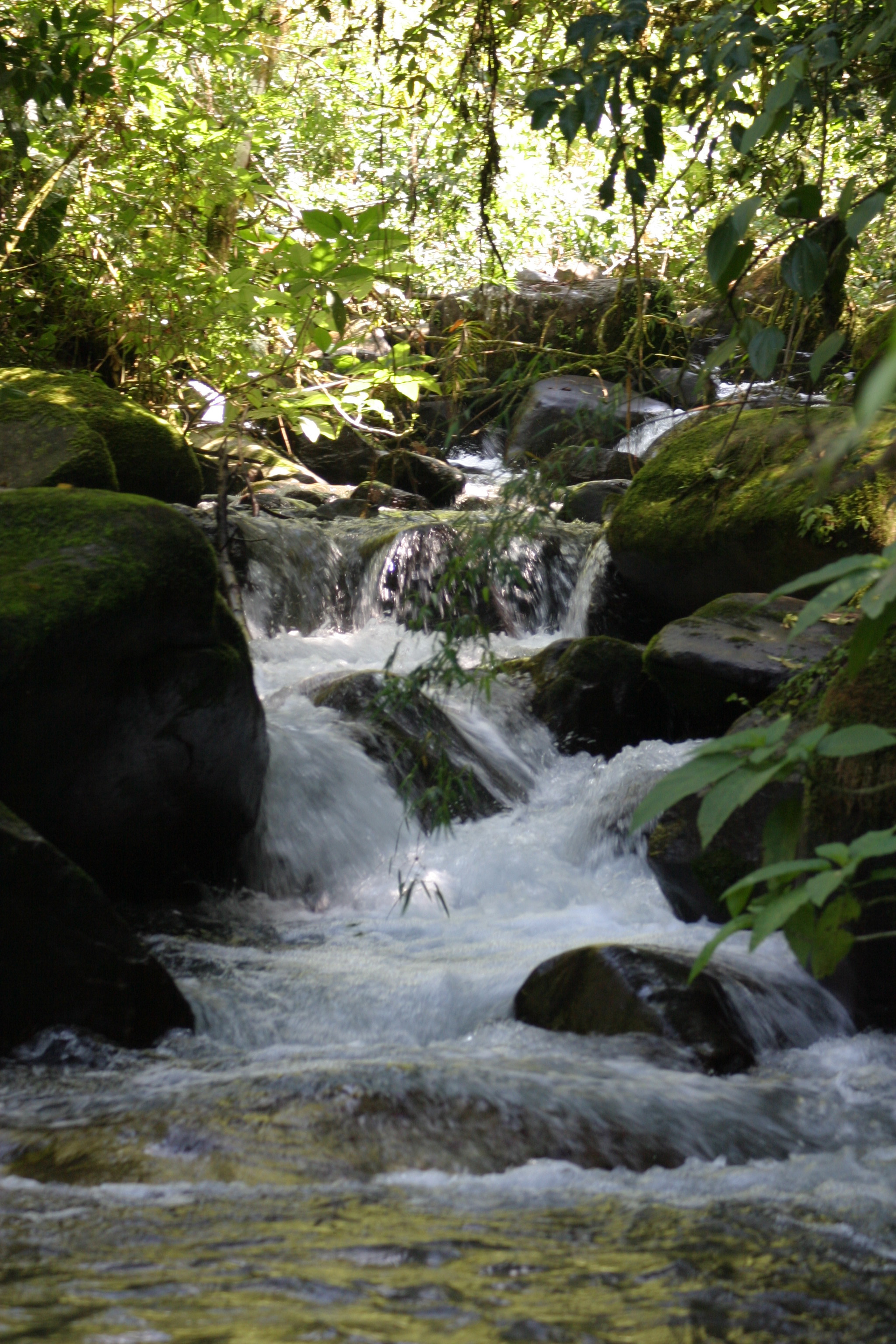
Río Chirripó Pacífico en la parte alta de su cuenca.

El río Chirripó Pacífico, es un río de Costa Rica, perteneciente a la vertiente del océano Pacífico. Es llamado de esta forma para diferenciarlo del río Chirripó Norte y del río Chirripó Atlántico, ambos también en Costa Rica. Este río nace de la laguna San Juan, en la cima del cerro Chirripó, el más alto de Costa Rica, ubicado en la cordillera de Talamanca. Dentro de su cuenca se encuentran importantes comunidades como San Gerardo de Rivas. El río Chirripó Pacífico vierte sus aguas en el río General a la altura de Rivas de Pérez Zeledón. El río General, a su vez, se convierte en afluente del río Grande de Térraba, el río más largo de Costa Rica, que desemboca en el océano Pacífico.
El Chirripó Pacífico constituye uno de los atractivos turísticos de la zona sur de Costa Rica debido a que se encuentra dentro del parque nacional Chirripó. En algunas secciones, sirve de escenario natural apto para la práctica de deportes de aventura como el rafting.